# Nelson Cruz (lanzador)
Nelson Cruz (13 de septiembre de 1972 en Puerto Plata) es un lanzador dominicano que jugó en las Grandes Ligas de Béisbol. Jugó alrededor de seis temporadas en las Grandes Ligas con los Medias Blancas de Chicago, Tigres de Detroit, Astros de Houston, y Rockies de Colorado; y una temporada en el Béisbol Profesional de Corea para los Taepyeongyang Dolphins. Actualmente es el entrenador de pitcheo de los Peoria Padres.
Fue firmado por los Expos de Montreal como amateur en 1989. Cruz jugó su primera temporada como profesional con el equipo de novato Gulf Coast Expos en 1991, y su última temporada con el equipo Triple-A  filial de los Tigres de Detroit, los Toledo Mud Hens en 2005. Terminó su carrera con los Toros de Tijuana  de la Liga Mexicana en 2006.